# سيزار غوميز
سيزار غوميز (بالإسبانية: César Gómez)‏ (23 أكتوبر 1967 مدريد إسبانيا - ) هو لاعب كرة قدم إسباني يلعب كمدافع.

## وصلات خارجية
- سيزار غوميز على موقع قاعدة بيانات كرة القدم.إي يو (الإنجليزية)